# Marysville, Ohio
Marysville är administrativ huvudort i Union County i delstaten Ohio. Enligt 2010 års folkräkning hade Marysville 22 094 invånare.

## Kända personer från Marysville
- Thomas B. Ward, politiker